# John Harrison
John Harrison (3 de abril de 1693 — Londres, 24 de março de 1776) foi um carpinteiro e relojoeiro inglês autodidata que inventou o cronômetro marinho, um dispositivo há muito procurado para resolver o problema de cálculo da longitude no mar.
A solução de Harrison revolucionou a navegação e aumentou muito a segurança das viagens marítimas de longa distância. O problema que ele resolveu foi considerado tão importante após o desastre naval de Scilly em 1707 que o Parlamento britânico ofereceu recompensas financeiras de até £ 20 000 (equivalente a £ 3,17 milhões em 2020) sob a Lei da Longitude de 1714.  
Em 1730, Harrison apresentou seu primeiro design e trabalhou por muitos anos em designs aprimorados, fazendo vários avanços na tecnologia de cronometragem, finalmente voltando-se para o que era chamado de relógios marítimos. Harrison ganhou o apoio do Longitude Board na construção e teste de seus projetos. Perto do fim de sua vida, ele recebeu reconhecimento e uma recompensa do Parlamento. Harrison ficou em 39º lugar na pesquisa pública da BBC de 2002 sobre os 100 maiores britânicos.

## Problema de longitude
A longitude fixa a localização de um lugar na Terra a leste ou oeste de uma linha norte-sul chamada de meridiano principal. É dada como uma medida angular que varia de 0° no meridiano principal a + 180° a leste e -180° a oeste. O conhecimento da posição leste-oeste de um navio era essencial ao se aproximar da terra. Após uma longa viagem, erros cumulativos no cálculo de mortos frequentemente resultavam em naufrágios e muitas perdas de vidas. Evitar tais desastres tornou-se vital durante a vida de Harrison, em uma época em que o comércio e a navegação aumentavam dramaticamente em todo o mundo.
Muitas ideias foram propostas sobre como determinar a longitude durante uma viagem marítima. Os métodos anteriores tentaram comparar a hora local com a hora conhecida em um lugar de referência, como Greenwich ou Paris, com base em uma teoria simples que havia sido proposta pela primeira vez por Gemma Frisius. Os métodos se baseavam em observações astronômicas que, por sua vez, dependiam da natureza previsível dos movimentos de diferentes corpos celestes. Esses métodos eram problemáticos devido à dificuldade em estimar com precisão o tempo no local de referência.
Harrison decidiu resolver o problema diretamente, produzindo um relógio confiável que pudesse manter a hora do lugar de referência. Sua dificuldade era produzir um relógio que não fosse afetado por variações de temperatura, pressão ou umidade, permanecesse preciso por longos intervalos de tempo, resistisse à corrosão do ar salgado e fosse capaz de funcionar a bordo de um navio em constante movimento. Muitos cientistas, incluindo Isaac Newton e Christiaan Huygens, duvidaram que tal relógio pudesse ser construído e favoreceram outros métodos para calcular a longitude, como o método das distâncias lunares. Huygens fez testes usando um pêndulo e um relógio de mola em espiral como métodos de determinação da longitude, com ambos os tipos produzindo resultados inconsistentes. Newton observou que "um bom relógio pode servir para manter um acerto de contas no mar por alguns dias e saber a hora de uma observação celestial; e para este fim uma boa joia pode ser suficiente até que um tipo melhor de relógio possa ser encontrado. Mas quando a longitude no mar é perdida, não pode ser encontrada novamente por nenhum relógio.

## Os primeiros três cronometristas navais
Na década de 1720, o relojoeiro inglês Henry Sully inventou um relógio marítimo projetado para determinar a longitude: era na forma de um relógio com uma grande roda de balanço montada verticalmente em rolos de fricção e impulsionada por um escapamento tipo Debaufre de descanso de fricção. Muito pouco convencional, as oscilações da balança eram controladas por um peso na extremidade de uma alavanca horizontal pivotada presa à balança por uma corda. Essa solução evitou erros de temperatura devido à expansão térmica, um problema que afeta as molas de equilíbrio de aço. O relógio de Sully só marcava a hora com tempo calmo, porque as oscilações de equilíbrio eram afetadas pela inclinação e pelo balanço do navio. No entanto, seus relógios foram uma das primeiras tentativas sérias de encontrar a longitude dessa forma. As máquinas de Harrison, embora muito maiores, são de layout semelhante: o H3 tem uma roda de balanço montada verticalmente e está ligada a outra roda do mesmo tamanho, um arranjo que elimina problemas decorrentes do movimento do navio.
Em 1716, Sully apresentou seu primeiro Montre de la Mer para a Académie des Sciences francesa e em 1726 ele publicou Une Horloge inventée et executée par M. Sulli. 
Em 1730, Harrison projetou um relógio marítimo para competir pelo prêmio Longitude e viajou para Londres em busca de ajuda financeira. Ele apresentou suas ideias a Edmond Halley, o Astrônomo Real, que por sua vez o encaminhou a George Graham, o mais importante relojoeiro do país. Graham deve ter ficado impressionado com as ideias de Harrison, pois ele lhe emprestou dinheiro para construir um modelo de seu "relógio do mar". Como o relógio era uma tentativa de fazer uma versão marítima de seus relógios de pêndulo de madeira, que funcionavam excepcionalmente bem, ele usou rodas de madeira, pinhões e uma versão do escapamento 'gafanhoto'. Em vez de um pêndulo, ele usou duas balanças com halteres, ligadas entre si.
Harrison levou cinco anos para construir seu primeiro relógio marítimo (ou H1).Ele demonstrou isso aos membros da Royal Society que falaram em seu nome ao Conselho de Longitude.O relógio foi a primeira proposta que o Conselho considerou digna de um teste no mar. Em 1736, Harrison navegou para Lisboa no HMS Centurion sob o comando do Capitão George Proctor e voltou no HMS Orford depois que Proctor morreu em Lisboa em 4 de outubro de 1736. O relógio perdeu tempo na viagem de ida. No entanto, ele teve um bom desempenho na viagem de volta: tanto o capitão quanto o capitão do Orford elogiaram o projeto. O comandante notou que seus próprios cálculos haviam colocado o navio sessenta milhas a leste de seu verdadeiro desembarque, que havia sido corretamente previsto por Harrison usando H1.
Esta não foi a viagem transatlântica exigida pelo Conselho de Longitude, mas o Conselho ficou impressionado o suficiente para conceder a Harrison £ 500 para desenvolvimento posterior. Harrison mudou-se para Londres em 1737 e desenvolveu o H2, uma versão mais compacta e robusta. Em 1741, após três anos de construção e dois de testes em terra, o H2 estava pronto, mas então a Grã - Bretanha estava em guerra com a Espanha na Guerra de Sucessão Austríaca e o mecanismo foi considerado importante demais para cair nas mãos dos espanhóis. Em qualquer caso, Harrison abandonou repentinamente todo o trabalho nesta segunda máquina quando descobriu uma grave falha de projeto no conceito das balanças de barra. Ele não havia reconhecido que o período de oscilação das balanças da barra poderia ser afetado pela ação de guinada do navio (quando o navio fez uma curva como ' se aproximando ' durante a virada ). Foi isso que o levou a adotar balanços circulares no Relógio do Terceiro Mar (H3).
O Conselho concedeu-lhe outras 500 libras e, enquanto esperava o fim da guerra, começou a trabalhar no H3.  
Harrison passou dezessete anos trabalhando neste terceiro 'relógio marítimo', mas apesar de todos os esforços, ele não funcionou exatamente como ele gostaria. O problema era que, como Harrison não entendia totalmente a física por trás das molas usadas para controlar as rodas de equilíbrio, o tempo das rodas não era isócrono, uma característica que afetava sua precisão. O mundo da engenharia não entenderia completamente as propriedades das molas para tais aplicações por mais dois séculos. Apesar disso, provou ser um experimento muito valioso, pois muito foi aprendido com sua construção. Certamente nesta máquina Harrison deixou ao mundo dois legados duradouros - a tira bimetálica e o rolamento de rolos com gaiola

## Os relógios de longitude
Depois de buscar constantemente vários métodos durante trinta anos de experimentação, Harrison descobriu, para sua surpresa, que alguns dos relógios feitos pelo sucessor de Graham, Thomas Mudge, marcavam as horas com a mesma precisão de seus enormes relógios marítimos.[carece de fontes?] É possível que Mudge tenha sido capaz de fazer isso após o início dos anos 1740, graças à disponibilidade do novo aço "Huntsman" ou "Crucible" produzido por Benjamin Huntsman em algum momento no início dos anos 1740, que permitiu pinhões mais duros, mas, mais importante, um aço mais resistente e mais escapamento de cilindro altamente polido a ser produzido. Harrison então percebeu que um mero relógio afinal poderia ser preciso o suficiente para a tarefa e era uma proposição muito mais prática para uso como um cronometrista marinho. Ele passou a redesenhar o conceito do relógio como um dispositivo de cronometragem, baseando seu design em princípios científicos sólidos.